# エリック・レッド
エリック・レッド（Eric Red, 本名：Eric Joseph Durdaller、1961年2月16日 - ）は、アメリカ合衆国の脚本家、映画監督。ピッツバーグ出身。
カルト的サイコスリラー映画『ヒッチャー』の脚本で知られ、主にホラー映画の脚本を執筆、また、映画監督としても主にホラー映画を撮り、その多くの作品で脚本も手がける。2007年にリメイクされた『ヒッチャー』にも顧問として参加している。
また、『エイリアン3』の第2稿の脚本も執筆しているが、採用されなかった。

## 主な作品
- ヒッチャー The Hitcher (1986) 脚本
- ニア・ダーク/月夜の出来事 Near Dark (1987) 脚本
- ジャッカー Cohen and Tate (1989) 脚本・監督
- ブルースチール Blue Steel (1989) 脚本
- ボディ・パーツ Body Parts (1991) 脚本・監督
- ラスト・アウトロー The Last Outlaw (1993) テレビ映画、脚本
- アクシデントUndertow (1995) 脚本・監督
- バッドムーン Bad Moon (1996) 脚本・監督
- ヒッチャー The Hitcher (2007) オリジナル脚本
- 100FEET ワンハンドレッドフィート 100 Feet (2008) 脚本・監督
- ハウンド Night of the Wild (2015) テレビ映画、監督